# Woodlands Wellington FC
O Woodlands Wellington Football Club foi um clube de futebol com sede no bairro de Woodlands, em Singapura. A equipe competiu na S.League

## História
O clube foi fundado em 1988 e foi dissolvido em 2004. Foi um clube inaugural da S.League sendo o primeiro vice-campeão em 1996.